# Portugal op het Eurovisiesongfestival 1976
Portugal nam deel aan het Eurovisiesongfestival 1976 in Den Haag, Nederland. Het was de 13de deelname van het land op het Eurovisiesongfestival. De selectie verliep via het jaarlijkse Festival da Canção, waarvan de finale plaatsvond op 7 maart 1976. De RTP was verantwoordelijk voor de Portugese bijdrage voor de editie van 1976.

## Selectieprocedure
Net zoals de voorbije jaren werd ook dit jaar de kandidaat gekozen via het jaarlijkse Festival da Canção. De finale vond plaats op 7 maart 1976 en werd gepresenteerd door Ana Zanatti en Eladio Climaco.
De zanger voor deze finale werd intern verkozen, Carlos Do Carmo, en in de finale zou hij 8 liedjes brengen.
Het winnende lied werd gekozen door het thuispubliek, die hun voorkeur per briefkaart konden opsturen.
Finale
| Plaats | Artiest         | Lied                            | Punten |
| ------ | --------------- | ------------------------------- | ------ |
| 1      | Carlos Do Carmo | Uma flor de verde pinho         | 25     |
| 2      | Carlos Do Carmo | Novo fado alegre                | 23     |
| 3      | Carlos Do Carmo | No teu poema                    | 13     |
| 4      | Carlos Do Carmo | Cantiga de maio                 | 10     |
| 5      | Carlos Do Carmo | Os lobos e ninguém              | 9      |
| 5      | Carlos Do Carmo | Estrela da tarde                | 9      |
| 7      | Carlos Do Carmo | Onde é que tu moras             | 4      |
| 8      | Carlos Do Carmo | Maria - criada, Maria - senhora | 3      |

## In Den Haag
In Den Haag moest Carlos Do Carmo optreden als 15de, net na Oostenrijk en net voor Monaco.
Na de puntentelling bleek dat Portugal 12de was geëindigd met een totaal van 24 punten.

### Gekregen punten

#### Finale
| 12 punten   | 10 punten     | 8 punten | 7 punten | 6 punten           |
| ----------- | ------------- | -------- | -------- | ------------------ |
| - Frankrijk |               |          |          | - Luxemburg        |
| 5 punten    | 4 punten      | 3 punten | 2 punten | 1 punt             |
|             | - Griekenland |          |          | - Finland - Italië |

### Punten gegeven door Portugal

#### Finale
Punten gegeven in de finale:
| 12 punten | Verenigd Koninkrijk |
| 10 punten | Italië              |
| 8 punten  | België              |
| 7 punten  | Zwitserland         |
| 6 punten  | Nederland           |
| 5 punten  | Frankrijk           |
| 4 punten  | Noorwegen           |
| 3 punten  | Monaco              |
| 2 punten  | Israël              |
| 1 punt    | Griekenland         |